# Euchlaenidia elegans
Euchlaenidia elegans là một loài bướm đêm thuộc phân họ Arctiinae, họ Erebidae.